# Elfiske

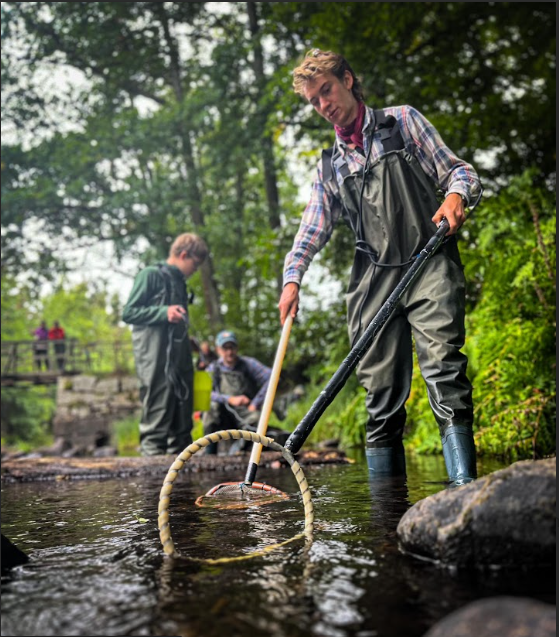
Elever från Blekinge Folkhögskola elprovfiskar i Mörrumsån.

Elfiske är en form av provfiske, där elektrisk ström används för att bedöva och fånga fiskar för undersökning i strömmande vatten. Elfiske, likt andra former av provfiske, används för att få en uppfattning om fiskbeståndet i ett vatten. 

## Metod
Elfiske går ut på att fiskar bedövas med elektrisk ström, för att sedan fångas in med hjälp av håv. Efter att fiskarna har mäts och vägts, brukar de i regel släppas ut igen. Vid elfiske används likström. Det är främst små fiskar som fångas med elfiske.

### Risker
Då metoden använder stark ström, finns det risker för användare. Det är därför inte lämpligt att bedriva elfiske ensam. Vissa djur, t.ex. kräftor, riskerar också att skadas av elektrisk ström, då spänningen kan få dem att tappa klorna.

## Juridisk status
Elfiske räknas i Sverige som djurförsök och kräver därför tillstånd av länsstyrelsen. Elfiske får ej bedrivas kommersiellt i Sverige. Om den hotade flodpärlmusslan finns i vattnet, bör elfiske inte genomföras.